# أومبرتو امبورتا
أومبرتو امبورتا (بالإيطالية: Umberto Improta)‏ هو لاعب كرة قدم إيطالي في مركز الهجوم، ولد في 29 فبراير 1984 في نابولي في إيطاليا. لعب مع نادي تريستينا ونادي رافينا ونادي ساليرنيتانا ونادي لوميتساني.